# Self-Bondage

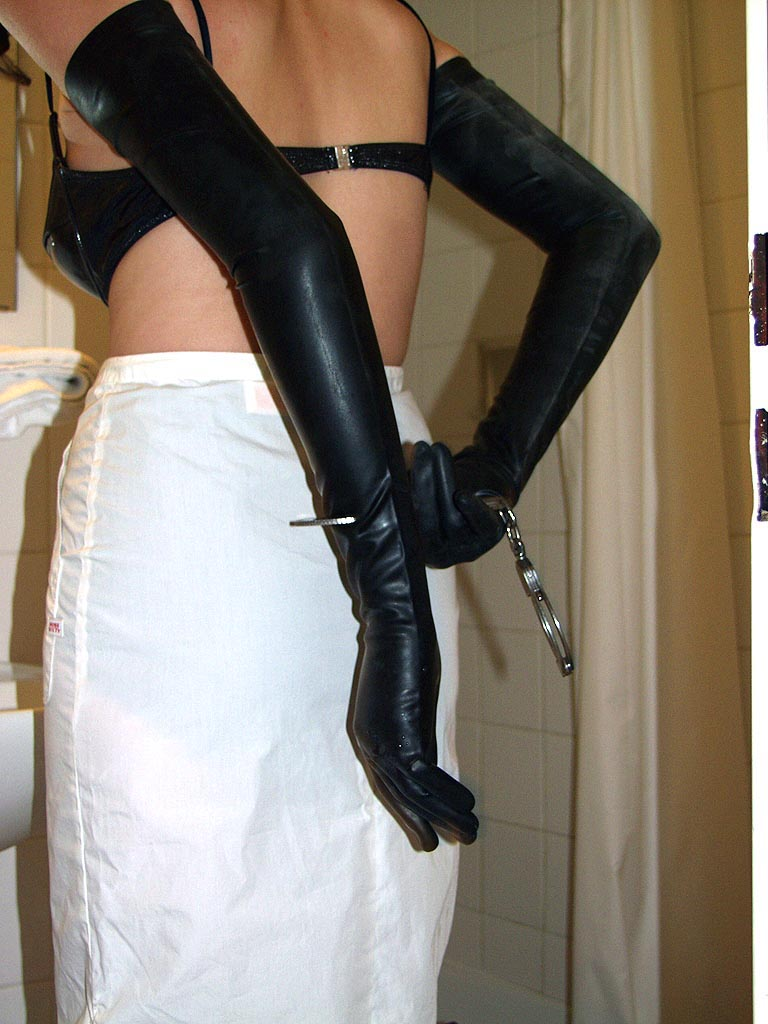
Self-Bondage mit Handschellen

Self-Bondage oder Selbstfesselung ist eine Sexualpraktik aus dem Bereich des BDSM. Der Begriff bezeichnet die Selbstfesselung einer Person als verstärkende Maßnahme im Rahmen eines autoerotischen Szenarios oder im Rahmen eines erotischen Rollenspiels mit mehreren Beteiligten.

## Abgrenzung zum partnerbezogenen Bondage
Self-Bondage charakterisiert sich durch die Experimentierfreude und den Einfallsreichtum der Anwender, von konventioneller Bondage lässt sich die Eigenfesselung in den folgenden Punkten abgrenzen:
- Die Risiken sind durch die fehlende Absicherung durch einen Partner weitaus höher.
- Es werden Mechanismen benötigt, welche nach einem bestimmten Zeitraum für eine sichere Befreiung sorgen.
- Es werden geeignete Techniken und Materialien benötigt, um sich selbst zu fesseln.

## Risiken der Self-Bondage
Self-Bondage ist mit weitaus höheren Risiken verbunden als die meisten anderen BDSM-Praktiken, da eines der grundlegenden Elemente der partnerschaftlichen Bondage und des BDSM im Allgemeinen, des SSC, zwangsläufig missachtet werden muss: einen gefesselten, hilflosen Menschen nicht unbeaufsichtigt zu lassen. Neben den üblichen Risiken, die aus einer Fesselung erwachsen können, etwa lagebedingte Schmerzen oder Einschneiden der Fesselung an Gelenken, können beim Self-Bondage noch zusätzliche Risiken auftreten, beispielsweise wenn durch die Fesselung die Hände unerwartet taub werden und die Möglichkeit, sich selbst wie geplant zu befreien, nicht mehr gegeben ist.
Ein extremes Risiko gehen Personen ein, die innerhalb der Self-Bondage zusätzlich noch Knebel anlegen oder Techniken der Atemkontrolle anwenden, um sich autoerotisch zu stimulieren. Gerade in diesem letztgenannten Bereich kommt es immer wieder zu Todesfällen aufgrund dieser sogenannten autoerotischen Unfälle. In den Vereinigten Staaten von Amerika wird die Anzahl der Unfälle mit Todesfolge auf 500 bis 1000 pro Jahr geschätzt; im Wesentlichen durch Erstickung, häufig in Verbindung mit Drogenmissbrauch. Der Tod des britischen Politikers Stephen Milligan im Jahr 1994 war ein Fall von autoerotischer Erstickung in Verbindung mit Self-Bondage, darüber hinaus gibt es etliche forensische Berichte und auch in Deutschland berichten Zeitungen gelegentlich von entsprechenden Todesfällen.

## Vorsichtsmaßnahmen
Ungeachtet dessen bestehen viele Praktizierende darauf, dass Self-Bondage relativ sicher ausgeführt werden kann, wenn es mit einer vorhergehenden Betrachtung und daraus resultierenden Minimierung von möglichen Risiken ausgeführt wird. Übliche Sicherheitshinweise enthalten beispielsweise das völlige Fernhalten von „strikten“ Self-Bondage-Ansätzen, das Vermeiden von jeglichen atmungseinschränkenden Techniken, den Aufbau von mehreren Befreiungsmechanismen für den Versagensfall eines Mechanismus, die Vermeidung von sekundären Risiken (beispielsweise offenes Feuer) sowie zu langen Zeiträumen für die Dauer der Self-Bondage-Aktion und das Einweihen einer weiteren Person, die im Notfall helfend einschreiten kann.

## Ansätze

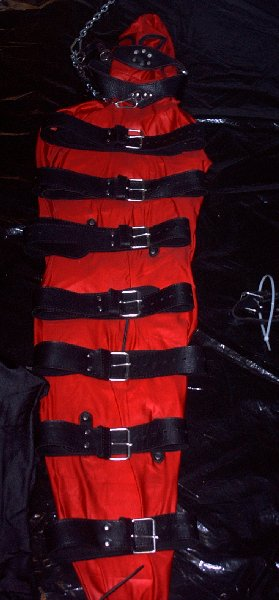
Vorbereitung einer strikten Self-Bondage mit Lederriemen und einem speziellen Lycra-Anzug (Bodybag)

In der Self-Bondage kann zwischen striktem und sinnlichem Ansatz („strict or sensual“) unterschieden werden:
- Das Ziel einer sinnlichen Self-Bondage ist die Erzeugung des Gefühls, sich nur noch eingeschränkt bewegen zu können; die Befreiungsmechanismen sind einfach und unkompliziert konzipiert, z. B. sind Seile nur locker verknotet oder die Schlüssel für die verwendeten Schlösser liegen in greifbarer Nähe.
- Im Gegensatz dazu werden bei einer strikten Self-Bondage keine Befreiungsmechanismen vor Ablauf einer gewissen Zeitspanne vorgesehen, unabhängig davon ob der Praktizierende das Szenario bis zum geplanten Ende weiterführen will oder nicht. Obwohl diese Form der Self-Bondage mit weitaus höheren Risiken verbunden ist, wird es aufgrund des stärkeren Gefühls der Hilflosigkeit von manchen Praktizierenden bevorzugt.

Eine Verbindung zwischen sinnlicher und strikter Self-Bondage wird bei Aufbau zusätzlicher Möglichkeiten sich zu befreien (sogenannte „Reißleine“) eingegangen, das heißt von einer strikten Self-Bondage ausgehend werden einige zusätzliche Befreiungsmechanismen eingebaut, welche eine unmittelbare Befreiung erlauben. Die Verwendung dieses Notausstiegs aus der Self-Bondage wird allerdings so konzipiert, dass sie eine „Strafe“ nach sich zieht, beispielsweise die Zerstörung teurer professioneller Ausrüstung, die Platzierung des benötigten Befreiungswerkzeuges an einer öffentlich einsehbaren Stelle oder das Versenken der Zweitschlüssel in einem Eimer mit Farbe. Der Praktizierende hat damit die Möglichkeit sich im Notfall vor Ablauf der geplanten Zeit zu befreien, aufgrund der zu erwartenden Konsequenzen wird er diese aber auch tatsächlich nur im Notfall nutzen.

## Befreiungsmechanismen
In der Self-Bondage existieren eine Vielzahl von Befreiungsmechanismen, die sich durch Anwendung, Bedienerfreundlichkeit, Genauigkeit des Zeitraumes, Kosten und anderer Merkmale unterscheiden. Grundsätzlich sollten zur Erhöhung der Sicherheit immer mehrere der folgenden Mechanismen zum Einsatz kommen:
- Eiswürfel: Die Verwendung von Eis ist weit verbreitet als Befreiungsmechanismus, beispielsweise das Füllen einer Socke mit Eis, über die man einen Schlüsselring streift und die man an einem im gefesselten Zustand nicht erreichbaren Platz befestigt. Mit dem Schmelzen des Eises rutscht der Ring hinunter, bis er schließlich auf den Boden fällt und die Befreiung ermöglicht.[6]
- Eisschloss: Der Bereich, der eine Befreiung ermöglicht (beispielsweise ein Karabinerhaken, der zwei Ketten verbindet) ist von Eis umgeben und kann erst geöffnet werden, wenn das Eis geschmolzen ist. Diese Option kann verwendet werden, um die Person für eine bestimmte Dauer zu fixieren oder z. B. eine bestimmte Fesselung für eine bestimmte Zeit unter Spannung zu halten.[6]
- Zahlenschlösser: Für die Verwendung von Zahlenschlössern existieren zwei Ansätze, zum einen basierend auf der Zeit, die benötigt wird um die Kombination zu finden, zum anderen auf die Verfügbarkeit von Licht, damit die korrekte Kombination eingegeben werden kann.

- Unbekannte Kombination: Das Schloss wird vor dem Abschließen der Self-Bondage auf eine unbekannte Kombination zurückgesetzt, die fixierte Person muss die korrekte Kombination anschließend durch Ausprobieren finden.

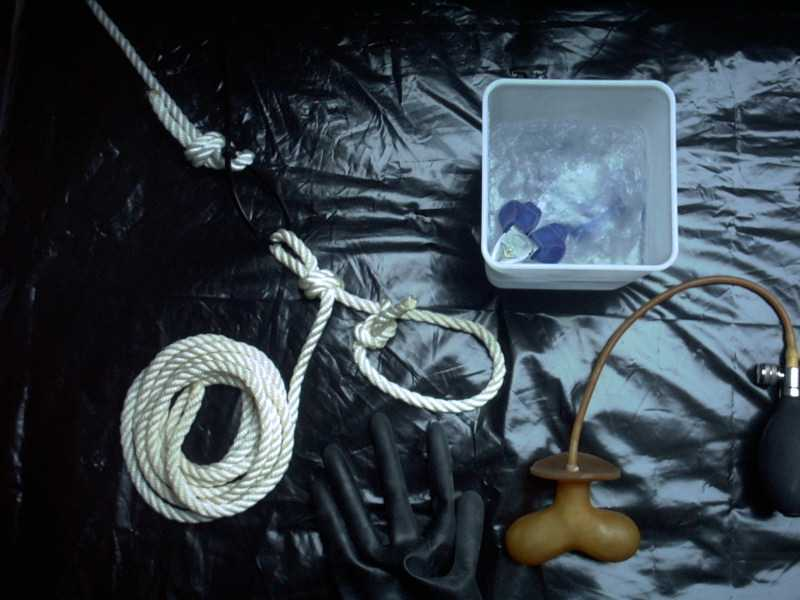
Vorbereitungen einer Self-Bondage mit einem Eisschloss

- Dunkelheit: Auch wenn die Nummer bekannt ist, kann bei vielen Schlössern nur dann die Kombination eingegeben werden, wenn man die Zahlenreihen sehen kann. Dieser Befreiungsmechanismus beruht demzufolge auf der Verfügbarkeit von Licht, entweder durch beispielsweise den Sonnenaufgang oder durch eine mit einer Zeitschaltuhr gesteuerten Lampe.

- Elektromagnete: Elektromagnete können eine Befreiung nach einem bestimmten Zeitraum ermöglichen, wird dieser Zeitraum elektronisch oder über einen Computer kontrolliert, erlaubt dies eine sehr genaue Kontrolle über den gewünschten Zeitraum.

(Es ist jedoch zu beachten, dass bei Computern und artverwandten Geräten unerwartet Störungen auftreten können! Diese wiederum können bspw. die Fortführung eines Programms und damit die angestrebte Befreiung verzögern oder gänzlich verhindern. Aus diesem Grund sollte man stets einen „Plan B“ in Betracht ziehen.)
- Lötkolben: In Verbindung mit einer Zeitschaltuhr können Lötkolben zur Befreiung verwendet werden, beispielsweise zum Trennen eines Nylonseils oder zum Freilegen von eingefrorenen Schlüsseln.
- Post oder Paketdienste: Beim Versand von Schlüsseln auf dem Postweg oder mit einem Paketdienst ist eine Befreiung erst möglich, nachdem der Brief oder das Päckchen eingetroffen ist.

Für die schnelle Befreiung im Notfall existieren ebenfalls eine Reihe von Mechanismen:
- Farbeimer: Ein Zweitschlüssel oder Werkzeug wird in einem Eimer mit Farbe, Tinte oder Motoröl platziert, der Zugriff im Notfall kann durch Verteilen der Flüssigkeit auf Möbel oder Teppiche für einen beträchtlichen Schaden sorgen.
- Unangenehmes Getränk: Eine unangenehme Flüssigkeit, beispielsweise Urin, wird in einem Behälter aufbewahrt. Der Schlüssel wird nur dann freigegeben, wenn der Inhalt des Behälters getrunken wird, die Lösung wird so aufgebaut, dass der Behälter sich nicht auf andere Art und Weise leeren lässt.
- Die helfende Hand: Ein Freund oder Verwandter wird benachrichtigt, dass er nach einer gewissen Zeit nach dem Rechten sieht, üblicherweise zu einem Zeitpunkt, an dem die Bondage eigentlich vorbei sein sollte. Diese auch „Schutzengel“ genannte Person[8] kann über die Bondage informiert sein oder auch nicht, gerade dieser letzte Aspekt kann die Befreiung sehr beschämend gestalten. Eine weitere Variante ist ein Telefon an einer Stelle zu platzieren, die auch gefesselt erreicht werden kann, um im Notfall telefonisch Hilfe anfordern zu können.

## Fesselungstechniken
Neben den notwendigen Befreiungsmechanismen ist das Fesseln selbst ein generelles Problem: Während sich Fesselungen relativ einfach durch Paare durchführen lassen, werden sie für eine Einzelperson erheblich komplexer.
Im Rahmen von Self-Bondage-Szenarien werden häufig Materialien eingesetzt, die zwar einfach geschlossen, aber nicht ohne Werkzeug wieder geöffnet werden können. Dazu gehören Handschellen, Manschetten aus Leder, Kabelbinder, Ketten und Schlösser. Viele dieser Materialien beinhalten ein hohes Verletzungsrisiko, beispielsweise können sich Kabelbinder und ungesicherte Handschellen weiter schließen als geplant, aber auch andere Materialien können entweder falsch angelegt werden oder verrutschen und lösen durch Einschnürung von Gliedmaßen eine Taubheit aus.
Das Hauptproblem bei der Verwendung von Seilen ist die Fesselung der Hände in einer Art und Weise, die die spätere Befreiung nicht zu einfach macht. Möglich wird dies unter anderem durch den Einsatz bestimmter Knoten, z. B. eines Zugknotens um die Handgelenke. Die Befreiung aus einer solchen Fesselung ist nicht ungefährlich, normalerweise wird hierfür ein Messer oder eine Schere benötigt, die gefährlich nahe an den Schlagadern eingesetzt werden müssen.
Eine etwas sichere Methode der Selbstfesselung kann die Verwendung von eher breiten Gurten und Gürteln aus Leder und dehnbaren Geweben (Stretch-Gürtel aus Kunstfaser) sein, die zum Beispiel mit einhändig zu öffnender Klappschließe (ähnlich einem Koppelschloss) versehen sind. Das Risiko von äußeren Verletzungen ist geringer, die übrigen Risiken – insbesondere Taubheit der Hände – bleiben dennoch bestehen.

## Professionelles Material

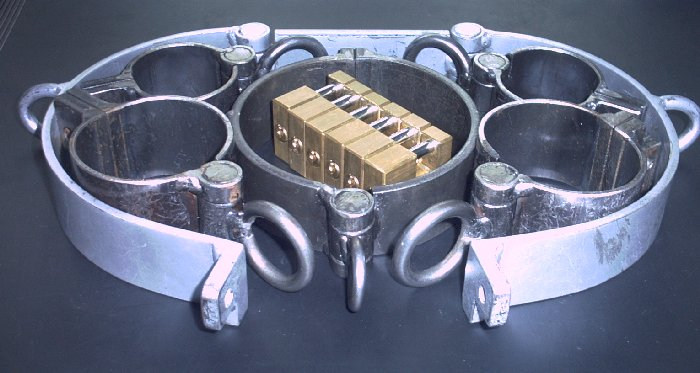
Professionelles Metallset

In der Self-Bondage wird im überwiegenden Maße kostengünstiges und vor allem einfach zu beschaffendes Material verwendet, daraus resultiert ein erhöhtes Gefahrenpotenzial, da hier häufig ungeeignete Materialien eingesetzt werden, die selbst in einer konventionellen Bondage mit einem Partner das Risiko erheblich steigern würden. Weitere Risiken entstehen aus dem „Do-it-yourself-Ansatz“ vieler Praktizierenden, die oft ohne Kontakt zu Gleichgesinnten häufig mit nicht geeignetem Material experimentieren. Mittlerweile sind aber auch eine Reihe von kommerziellen und professionellen Produkten für Praktizierende verfügbar, die hauptsächlich in den USA und England hergestellt werden.